# CFV Neptun 600
Der Containerschiffstyp CFV Neptun 600, kurz auch CFV 600, bzw. CFV 600 M, der Volkswerft in Stralsund wurde in einer Serie von vier Einheiten gebaut.

## Geschichte
Die vier Schiffe der Baureihe CFV 600 wurden am 22. Juni 1990 gemeinsam von verschiedenen deutsche Reedereien zum Bau bei der Neptunwerft geordert. Ende 1991/Anfang 1992 übertrug die mit der Gesamtkoordination betrauten Deutsche Maschinen- und Schiffbau AG (DMS) den Bau der vier Schiffe auf die Volkswerft, um diese vor dem Zusammenbruch zu bewahren. Bei der Volkswerft, die als letzte ostdeutsche Werft privatisiert werden sollte, lagen zahlreiche Trawler auf, gebaut für die UdSSR, die inzwischen zerfallen war. Weitere Aufträge wären in dieser Umbruchphase nach der deutschen Wiedervereinigung nicht in Sicht gewesen.

## Einzelheiten
Die Schiffe waren als Mehrzweck-Trockenfrachtschiffe ausgelegt. In der Hauptsache wurden sie im Containertransport eingesetzt. Die Containerkapazität betrug 655 TEU, die Anzahl der Anschlüsse für Kühlcontainer war für Schiffe dieser Größe verhältnismäßig hoch. Die Schiffe der Serie wurden nachträglich mit jeweils zwei Kränen mit je 40 Tonnen Tragkraft ausgerüstet.
Der Antrieb der Schiffe bestand aus einem im Augsburg gefertigten MAN-Viertakt-Dieselmotor des Typs 8 L 48/60 mit einer Leistung von rund 6640 kW. Der Motor wirkte über ein Getriebe auf den Wellengenerator und den Verstellpropeller. Die maximale Geschwindigkeit betrug 17 Knoten. Weiterhin standen drei Hilfsdiesel und ein Notdiesel-Generator zur Verfügung. Die An- und Ablegemanöver wurden durch ein Bugstrahlruder unterstützt.
Für die Unterbringung der Besatzung waren Einzelkammern vorhanden.

## Bauliste
| Typ CFV Neptun 600 Containerschiffe | Typ CFV Neptun 600 Containerschiffe | Typ CFV Neptun 600 Containerschiffe | Typ CFV Neptun 600 Containerschiffe | Typ CFV Neptun 600 Containerschiffe | Typ CFV Neptun 600 Containerschiffe | Typ CFV Neptun 600 Containerschiffe |
| Ablieferung/Baujahr                 | Bauausführung                       | Baunummer                           | IMO-Nummer                          | Reederei                            | Bauname                             | Umbenennungen und Verbleib |
| ----------------------------------- | ----------------------------------- | ----------------------------------- | ----------------------------------- | ----------------------------------- | ----------------------------------- | --- |
| 28. Dezember 1992                   | CFV 600 M                           | 483                                 | 9012795                             | Baum & Co., Nordenham               | Alexandra                           | City of Limassol, Rachel Borchard, Alexandra, Maersk Beira, Alexandra, High Energy, Rio Chara, Virile (2018), 2019 abgewrackt                              |
| 22. April 1993                      | CFV 600 M                           | 484                                 | 9012771                             | Peter Döhle, Hamburg                | Cerrina                             | City of Liverpool, Lucy Borchard, Cerrina, ZIM Caribe I, Cerrina, APL Quetzal, Cerrina, Islander, Markella, Kella, 2012 Abbruch in Chittagong              |
| 30. Juni 1993                       | CFV 600 M                           | 485                                 | 9012783                             | Schiffahrtsgesellschaft Oltmann     | Hannes Oltmann                      | Beaver Dimitra, Susan Borchard, Hannes Oltmann, APL Guadalajara, Adee, Vasco Explorer, Vasco Bharathi, verschrottet                                        |
| 30. Oktober 1993                    | CFV 600                             | 486                                 | 9012800                             | Hermann Buss, Leer                  | Eastern Trader                      | Charlotte Borchard, Vento di Ponente, CTE Anadolu, Vento di Ponente, Eastern Trader, Norasia Ukraine, Christina I, Mentari Persada, Ende 2019 verschrottet |